# Iban Mayoz
Iban Mayoz Etxeberria (San Sebastián, 30 settembre 1981) è un ex ciclista su strada spagnolo.
Professionista dal 2004 al 2010, non ha colto alcuna vittoria da professionista, ma si è imposto nelle classifiche accessorie di alcune gare a tappe spagnole.

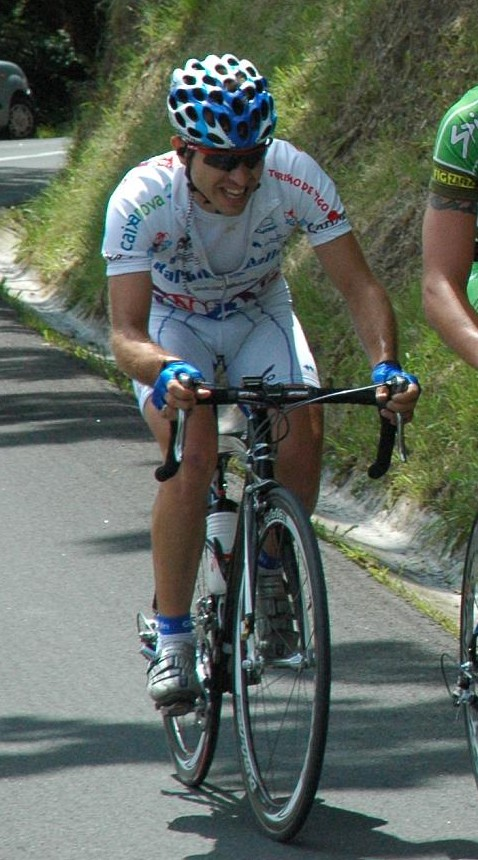
Iban Mayoz all'Euskal Bizikleta 2008

## Carriera
Ha debuttato come professionista nel 2004 con la Relax-Bodysol, divenuta Relax-Fuenlabrada nel 2005. Nel 2006 viene ingaggiato dall'Euskaltel-Euskadi, UCI ProTeam con cui in quello stesso anno partecipa per la prima volta al Giro d'Italia.
Alla fine della stagione 2007 il contratto con la squadra basca non gli viene rinnovato, e di conseguenza si trasferisce alla Karpin Galicia diretta da Álvaro Pino. Durante il 2008 ottiene alcuni piazzamenti, alla Vuelta a Andalucía (ottavo) e alla Vuelta a La Rioja (nono), vincendo peraltro la classifica degli sprint alla Vuelta al País Vasco e alla Euskal Bizikleta. L'anno seguente prende il via per la seconda volta al Giro d'Italia, ma abbandona la corsa durante la tappa di Faenza.
Nel 2010 passa alla formazione ProTour spagnola Footon-Servetto. Si classifica ventiduesimo al Giro d'Italia – piazzandosi terzo nella frazione di Cesenatico vinta da Manuel Belletti – mentre al Tour de France si rompe tre costole in una caduta ed è costretto al ritiro. In aprile si è aggiudicato la classifica scalatori alla Vuelta a Castilla y León.
Nel febbraio del 2011 annuncia il ritiro dall'attività agonistica, non avendo trovato alcun ingaggio per la nuova stagione.

## Palmarès

### Atri successi
- 2005

Classifica sprint Vuelta al País Vasco
- 2008

Classifica sprint Vuelta al País Vasco
Classifica sprint Euskal Bizikleta
- 2010

Classifica scalatori Vuelta a Castilla y León

## Piazzamenti

### Grandi Giri
- Giro d'Italia

2006: 128º
2009: ritirato (15ª tappa)
2010: 22º
- Tour de France

2010: non partito (16ª tappa)
- Vuelta a España

2008: 39º